# Cabut Cove
Die Cabut Cove (englisch; spanisch Seno Cabut) ist eine Bucht an der Nordwestküste von Smith Island im Archipel der Südlichen Shetlandinseln. Sie liegt südlich des Markeli Point. In sie hinein mündet der Jablaniza-Gletscher.
Die Benennung der Bucht geht auf argentinische Wissenschaftler zurück.